# ژوزف پار
ژوزف پار (فرانسوی: Joseph Pare‎؛ زادهٔ ۳۰ دسامبر ۱۹۴۳) دوچرخه‌سوار اهل فرانسه است.